# Miguel Bascuñana
Miguel Bascuñana Sánchez (Madrid, 1918 - 1985) fue un obrero, político y militar español que partició en la guerra civil española y en la Segunda Guerra Mundial.

## Biografía
Nació en Madrid en 1918. Miembro de las Juventudes Comunistas desde 1931, se afiliaría al Partido Comunista de España (PCE) en 1934.
Tras el estallido de la guerra civil española se unió a las milicias populares. Avanzada la contienda ejercería como comisario político del batallón especial del V Cuerpo de Ejército y, más adelante, sería nombrado jefe del batallón especial del Ejército del Ebro. Al frente de esta unidad Bascuñana tomaría parte en la batalla del Ebro, durante la cual resultó gravemente herido. En diciembre de 1938 habría asumido el mando de la 228.ª Brigada Mixta, de corta existencia.
Con la derrota de la República hubo de marchar al exilio, instalándose en la Unión Soviética. Allí asistió a una escuela de formación política en Planérnaya, junto a otros españoles exiliados como José Fusimaña o José Luis Vara Rodríguez. Trabajaría como obrero en Járkov y Stalingrado. Ya iniciada la invasión alemana de la Unión Soviética se alistó voluntario en el Ejército Rojo, llegando a mandar una compañía de guerrilleros españoles. Bascuñana tuvo una actuación destacada en la zona de Bielorrusia, destacándose en las acciones de sabotaje contra las líneas de ferrocarril. Por sus acciones sería condecorado con la Orden de la Bandera Roja.
Con posterioridad trabajaría en la fábrica Lijachov y como traductor ruso-español en la embajada cubana.